# Samsung Galaxy A6 (2018)

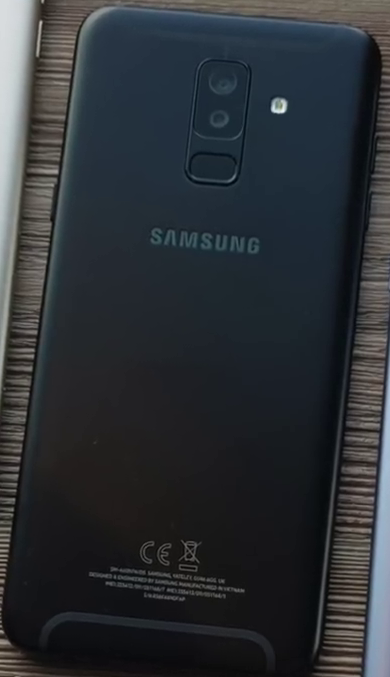
Parte trasera

El Samsung Galaxy A6 es un teléfono inteligente Android de gama media-alta producido por Samsung Electronics. Fue anunciado el 2 de mayo de 2018, junto con el Samsung Galaxy A6+. Los detalles sobre el teléfono se filtraron en abril de 2018. En mayo de 2018, se lanzó por primera vez en Europa, Asia y América Latina. Luego fue lanzado en Corea del Sur, África y China. El Galaxy A6+ se lanza en Corea del Sur como el Galaxy Jean y en China como el Galaxy A9 Star lite.

## Especificaciones
El Samsung Galaxy A6 funciona con Android 8.0 "Oreo" desde el primer momento y se ejecuta en Samsung Experience 9.0. El Galaxy A6 tiene cámaras de 16MP en ambos lados del dispositivo, mientras que el Galaxy A6+ tiene una cámara trasera de 16MP y 5MP y una cámara frontal de 24MP. El Galaxy A6 tiene una resolución de 720 x 1.480 píxeles en 5,6 pulgadas, mientras que el Galaxy A6+ tiene una resolución de 1.080 x 2.220 píxeles en 6.0 pulgadas. Ambos teléfonos tienen un cuerpo trasero de aluminio, un cambio en la Serie Galaxy A. El Galaxy A6 cuenta con una sola cámara trasera, mientras que el Galaxy A6+ cuenta con una cámara trasera doble. El Galaxy A6, incluye un snapdragon 845 mientras que el Galaxy A6+ cuenta con el 855

## Recepción de la crítica
El 1 de mayo de 2018, CNET habló positivamente sobre las cámaras en el teléfono. CNET describió el Galaxy A6 y el Galaxy A6+ como para los usuarios que "gustan de los diseños de Samsung pero no se trata del costo que conlleva el Galaxy S9 y Note 8".